# Batilo

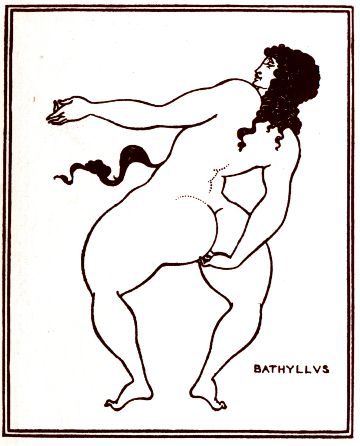
Batilo posando (1896), de Aubrey Beardsley (1872-1898)

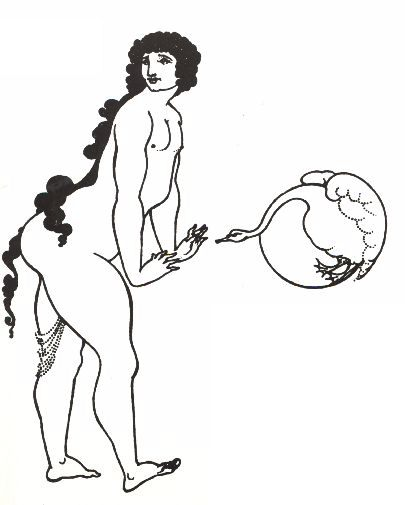
Dança do cisne de Batilo (1894), Aubrey Beardsley (1872-1898).

Batilo foi um bailarino, ator e  mimo de Alexandria, famoso em Roma, durante o período de Augusto. Foi o intérprete favorito de Mecenas.
É frequentemente associado a um certo ator Pílades da Cilícia, que era visto como o epítome da tragédia, enquanto Batilo era considerado o epítome do ator cómico. Ambos haviam sido escravos e a ambos é atribuído o crédito pela modernização da pantomima em Roma, pela criação de novas formas de dança, muitas vezes descritas como eróticas. Os dois fundaram as suas escolas e conseguiram alguma influência política em Roma, que ocasionalmente resultou em confronto entre os seus adeptos nas ruas.
De acordo com Juvenal, uma mimo chamado Batilo conseguiu, dançando, levar um grupo de matronas romanas a um estado de frenesim sexual. Batilo aparece na edição ilustrada Aubrey Beardsley da sátira de Juvenal, Contra as Mulheres.

## Relação amorosa con Mecenas
Tácito nos seus Anais diz que o imperador Augusto mostrou indulgência perante os confrontos frequentes entre atores que agitam as ruas "para apoiar o seu querido Mecenas, perdido de amores por Batilo" (dum Maecenati obtemperat effuso in amorem Bathylli).
Horácio, no epodo 14, refere também a forte paixão que Mecenas sentia por Batilo, comparando-a com a de Anacreonte de Teos por um outro efebo, também chamado Batilo: "Não é diferente, dizem, da de Batilo e Anacreonte de Teos, que muitas vezes chorava por amor, improvisando versos ao som cavo da lira. Pobre homem, desgraçado. (Non aliter Samio dicunt arsisse Bathyllo Anacreonta Teium, qui persaepe cava testudine flevit amorem non elaboratum ad pedem. Ureris ipse miser.).
Mecenas tinha cerca de 50 anos e Batillo não tinha mais de 30 ou 35: uma relação homossexual entre homens adultos, portanto, mas profundamente condicionada pela diferença de posição social dos dois.